# Afrikanska klippmöss
Afrikanska klippmöss (Petromyscus) är ett släkte gnagare i familjen Nesomyidae med fyra arter. De listas vanligen som självständig underfamilj, Petromyscinae.
Det vetenskapliga namnet är grekiska och betyder likaså klippmöss.

## Taxonomi
Arterna är:
- Petromyscus barbouri lever i västra Sydafrika.
- Petromyscus collinus förekommer i västra Sydafrika, västra Namibia och sydvästra Angola.
- Petromyscus monticularis hittas i nordvästra Sydafrika och södra Namibia.
- Petromyscus shortridgei lever i norra Namibia och södra Angola.

Arternas släktskap till andra medlemmar av familjen Nesomyidae är inte helt utrett. Molarerna har en konstruktion som liknar kindtänder av Delanymys brooksi. Därför beskrivs Petromyscus och Delanymys ibland som systertaxon. Enligt andra zoologer är afrikanska klippmöss närmare släkt med den vitsvansade råttan (Mystromys albicaudatus) som likaså lever i södra Afrika. En genetisk studie från 2006 hade resultatet att avgränsningen från andra familjemedlemmar skedde för 12 eller 11 miljoner år sedan. Den utdöda gnagaren Harimyscus hoali som levde under miocen i Namibia betraktas som underfamiljens första kända medlem.

## Beskrivning
Dessa gnagare når en kroppslängd (huvud och bål) mellan 7 och 9 cm, en svanslängd av 8 till 10 cm och en vikt omkring 20 gram. Pälsen på ovansidan kan vara brun- eller gråaktig. Undersidan är ljusgrå till vitaktig. Svansen är vanligen enfärgad med undantag av en population där ovansidan är mörk och undersidan är ljus. Allmänt liknar arterna vanliga möss.
Habitatet utgörs av torra klippiga bergstrakter. De gömmer sig på dagen i bergssprickor och letar på natten efter föda. Troligen är de allätare.
Det uppskattas att honor har en kull per år med två till tre ungar. Födelsen sker under sommaren på södra halvklotet. Ungarna dias cirka en månad.
IUCN listar alla fyra arter som livskraftig (LC).